# Kidwelly
Kidwelly is een plaats in het Welshe graafschap Carmarthenshire.
Kidwelly telt ongeveer 3000 inwoners.

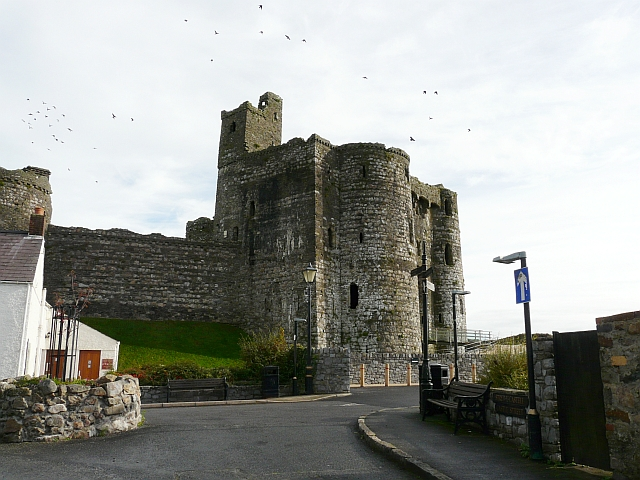
Kasteel Kidwelly
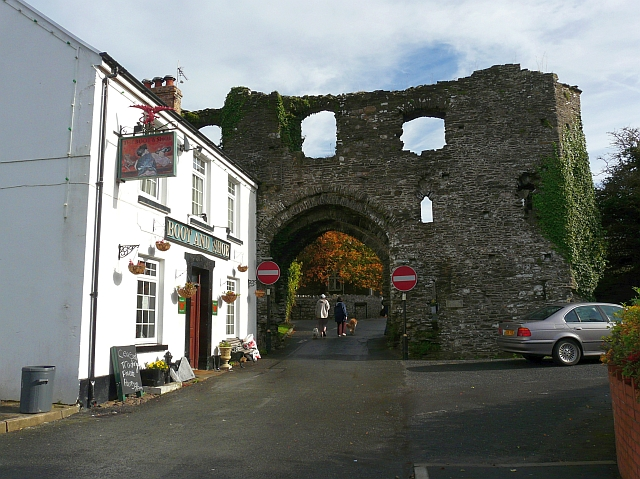
Boot and Shoe pub en ruïnes van de oude stadspoort